# Rhagoletis nicaraguensis
Rhagoletis nicaraguensis är en tvåvingeart som beskrevs av Hernandez-ortiz 1999. Rhagoletis nicaraguensis ingår i släktet Rhagoletis och familjen borrflugor.
Artens utbredningsområde är Nicaragua. Inga underarter finns listade i Catalogue of Life.